# 白涧镇
白涧镇，是中华人民共和国天津市蓟州区下辖的一个乡镇级行政单位。

## 行政区划
白涧镇下辖以下地区：
庄果峪村、官善村、田吉素村、蒋家胡同村、刘吉素村、王吉素村、杨家套村、杜吉素村、西二百户村、尚辛庄村、西五百户村、新兴庄村、辛西村、白涧村、吴四庄村、天平庄村、大梨园头村、辛东村和西三百户村。